# Henry Alexander Wickham
Sir Henry Alexander Wickham (29 mai 1846 – 27 septembre 1928) est un explorateur anglais, resté célèbre pour avoir rapporté du Brésil en 1876 des graines d'hévéa qui ont ensuite été implantées avec succès dans les colonies britanniques d'Asie, brisant ainsi le monopole brésilien de la production de latex dans le monde. Un autre britannique, Robert Cross, a cependant effectué la même démarche à la même époque.
Né en Angleterre à Hampstead, près de Londres, il perd son père à l’âge de quatre ans et débute à l’âge de 20 ans une série de voyages d’exploration en Amérique du Sud en commençant par le Nicaragua.
Son premier livre, Rough Notes of a Journey Through The Wilderness from Trinidad to Pará, Brazil, by way of the Great Cateracts of the Orinoco, Atabapo, and Rio Negro, a été publié par W.H.J. Carter, le père de son épouse Violet Carter, en 1872. Il emmena toute sa famille plus tard à  Santarém, au Brésil, où sa mère et sa sœur Harriette, décédèrent en 1876.
Cette même année, il a récolté 74 000 graines d'hévéa (soit l'équivalent d'une tonne) à l'aide d'Indiens recrutés dans la jungle. Il en obtiendra en Angleterre un prix de 740 livres sterling, sur la base de dix livres sterling les mille.
Transportées à dos d'homme, les graines sont embarquées à bord d'un navire à vapeur, l'Amazonas, qui les a débarquées à Liverpool le 10 juin 1876
.
Arrivées à Londres à 3 heures du matin via un train spécialement affrété par Joseph Dalton Hooker, directeur du Kew Gardens, jardin botanique de Londres, les 74000 graines sont toutes replantées cinq jours plus tard, le 15 juin 1876

, mais seulement 3,6 % y germeront
.
Les tentatives précédentes de botanistes britanniques avaient échoué par leur nombre insuffisant.
L'exportation de graines d'hévéa hors du Brésil n'était pas encore illégale mais le deviendra après l'opération d'Henry Alexander Wickham, qui n'est pas autorisé à transplanter lui-même les plants d'hévéas vers leur destination finale, l'Asie.
En août, les premiers sont exportés à Ceylan, puis d'autres dans les protectorats anglais en Malaisie. Onze jeunes plants arrivent au Jardin Botanique de Singapour en 1877, où le directeur Henry Nicholas Ridley met au point une méthode de croissance rapide.
Les barons du caoutchouc brésilien verront en Whickham «le bourreau de l'Amazonas» (du nom du bateau qu'il a utilisé), car la production de latex en provenance d'Asie va grandir et concurrencer sérieusement, dès 1910, celle du bassin de l'Amazone, par ailleurs attaquée par des maladies de l'hévéa, causant le déclin de Manaus ainsi que de la Peruvian Amazon Company.
«La mondialisation végétale a très largement précédé la mondialisation économique», a écrit à ce sujet Andrée Corvol, historienne et chercheuse au CNRS, dans « les Arbres voyageurs », qui relate d’autres exploits du même type dans un article du quotidien français Libération
.
Wickham émigre ensuite dans le Queensland, en Australie, où il échoue dans ses projets de culture du tabac et il retourne en Amérique du Sud en 1886, au Honduras britannique, pour y installer des plantations de bananes et d'hévéa local, puis part en 1895 en pour la Nouvelle-Guinée où il achète en 1896 une île minuscule, dont il fait une plantation de noix de coco. Il a été fait chevalier en 1920
.